# Hans-Georg Kolbe
Hans-Georg Kolbe (* 7. Oktober 1925 in Weimar; † 2005 in Aschau im Chiemgau) war ein deutscher Althistoriker und Epigraphiker.

## Leben
Hans-Georg Kolbe besuchte ab 1938 die Fürstenschule zu Grimma. Vom Wintersemester 1946/47 bis zum Wintersemester 1950/51 studierte er an der Universität Leipzig Klassische Philologie und Geschichte, besonders bei Wilhelm Schubart. Ab Mai 1951 war er wissenschaftlicher Assistent am Corpus Inscriptionum Latinarum an der Deutschen Akademie der Wissenschaften in Berlin. 1958 wurde er bei Günther Klaffenbach an der Universität Berlin promoviert. Nach einer Tätigkeit am Rheinischen Landesmuseum Bonn war er seit 1963 als entsandter Referent der Kommission für Alte Geschichte und Epigraphik an der Abteilung Rom des Deutschen Archäologischen Instituts tätig. Nach dem Unfalltod von Helmut Schläger wurde er 1970 Zweiter Direktor der Abteilung Rom und blieb dies bis zu seiner Pensionierung am 31. Oktober 1990.
Kolbe beschäftigte sich vor allem mit römischer Epigraphik.
Sein Sohn ist der Politiker Manfred Kolbe (* 1953).

## Veröffentlichungen (Auswahl)
- Die Statthalter Numidiens von Gallien bis Konstantin (268–320) (= Vestigia 4). C. H. Beck, München 1962 (Dissertation, mit Lebenslauf).